# Sơn Đình
Sơn Đình (山亭区, Hán Việt: Sơn Đình khu) là một quận của địa cấp thị Tảo Trang, tỉnh Sơn Đông, Cộng hòa Nhân dân Trung Hoa. Quận này có diện tích 1017,8 km2, dân số năm 2001 là 460.000 người. Quận Sơn Đình được chia ra thành 1 nhai đạo, 8 trấn và 1 hương.